# Drużynowe Mistrzostwa Polski na Żużlu 1967
Drużynowe Mistrzostwa Polski na Żużlu 1967 – 20. edycja drużynowych mistrzostw Polski, organizowanych przez Polski Związek Motorowy (PZM). Tak jak w poprzednim sezonie rozgrywki I i II ligi rozgrywane były w cyklu dwuletnim, aczkolwiek tytuł drużynowego mistrza Polski przyznawano co roku. W sezonie 1967 do rozgrywek pierwszej ligi przystąpiło osiem zespołów, natomiast w drugiej lidze walczyło dziesięć drużyn.
Zwycięzca najwyższej klasy rozgrywkowej (I Ligi) zostaje Drużynowym Mistrzem Polski na Żużlu w sezonie 1967. Obrońcą tytułu z poprzedniego sezonu jest ROW Rybnik, który triumfował także w tym roku.

## Pierwsza Liga
| Poz. | Klub                  | Pkt. | Z  | R | P  | +/−  |
| ---- | --------------------- | ---- | -- | - | -- | ---- |
| 1    | ROW Rybnik            | 25   | 12 | 1 | 1  | +248 |
| 2    | Wybrzeże Gdańsk       | 17   | 8  | 1 | 5  | +22  |
| 3    | Sparta Wrocław        | 16   | 8  | 0 | 6  | +45  |
| 4    | Stal Gorzów           | 14   | 7  | 0 | 7  | +14  |
| 5    | Stal Rzeszów          | 14   | 7  | 0 | 7  | –11  |
| 6    | Włókniarz Częstochowa | 10   | 5  | 0 | 9  | –143 |
| 7    | Polonia Bydgoszcz     | 8    | 4  | 0 | 10 | –73  |
| 8    | Unia Tarnów           | 8    | 4  | 0 | 10 | –102 |

## Druga Liga
| Poz. | Klub                     | Pkt. | Z  | R | P  | +/−  |
| ---- | ------------------------ | ---- | -- | - | -- | ---- |
| 1    | Śląsk Świętochłowice     | 32   | 16 | 0 | 2  | +361 |
| 2    | Unia Leszno              | 32   | 16 | 0 | 2  | +355 |
| 3    | Kolejarz Opole           | 20   | 10 | 0 | 8  | +96  |
| 4    | Zgrzeblarki Zielona Góra | 20   | 10 | 0 | 8  | –53  |
| 5    | Gwardia Łódź             | 18   | 9  | 0 | 9  | +9   |
| 6    | Stal Toruń               | 15   | 7  | 1 | 10 | –124 |
| 7    | Start Gniezno            | 14   | 7  | 0 | 11 | –81  |
| 8    | Motor Lublin             | 14   | 7  | 0 | 11 | –118 |
| 9    | Karpaty Krosno           | 11   | 5  | 1 | 12 | –217 |
| 10   | Polonia Piła             | 4    | 2  | 0 | 16 | –228 |